# Initiative des partis communistes et ouvriers
L'Initiative des partis communistes et ouvriers (abrégée INITIATIVE) était une alliance de trente partis politiques communistes d'Europe de tendance « orthodoxe »,. Ce rassemblement a été fondé le 1er octobre 2013 à l'initiative du Parti communiste de Grèce.
L'objectif d'INITIATIVE est de « contribuer à la recherche et à l'étude de questions relatives à l'Europe et plus particulièrement celles en rapport à l'Union européenne, la politique qui est établie dans son cadre et son impact sur la vie des travailleurs, ainsi que participer à l'élaboration de positions communes des partis membres et la coordination de leur solidarité et de leurs autres activités ».
Le 9 septembre 2023, l'organisation est dissoute à la suite de différends idéologiques et politiques entre ses membres sur le sujet de l'invasion russe de l'Ukraine.

## Partis membres
| Pays              | Parti |
| ----------------- | --- |
| Autriche          | Parti des travailleurs d'Autriche (PdA, Partei der Arbeit)                                                                                               |
| Biélorussie       | Parti communiste des travailleurs de Biélorussie (BKPT)                                                                                                  |
| Bulgarie          | Union des communistes en Bulgarie (SKB, Съюз на комунистите в България, СКБ)                                                                             |
| Bulgarie          | Parti des communistes bulgares (bg) (PBK, Партия на българските комунисти, ПБК)                                                                          |
| Croatie           | Parti ouvrier socialiste de Croatie (SRP, Socijalistička radnička partija Hrvatske)                                                                      |
| Danemark          | Parti communiste au Danemark (KPiD, Kommunistisk Parti i Danmark)                                                                                        |
| Espagne           | Parti communiste des travailleurs d'Espagne (en) (PCTE, Partido Comunista de los Trabajadores)                                                           |
| Finlande          | Parti des travailleurs communistes - Pour la paix et le socialisme (en) (KTP, Kommunistinen Työväenpuolue – Rauhan ja Sosialismin Puolesta)              |
| France            | Pôle de renaissance communiste en France (PRCF) |
| France            | Parti communiste révolutionnaire de France (en) (PCRF)                                                                                                   |
| Géorgie           | Parti communiste unifié de Géorgie (SEKP) საქართველოს ერთიანი კომუნისტური პარტია (Sakartvelos Ertiani Komunisturi Partia)                                |
| Grèce             | Parti communiste de Grèce (KKE) Κομμουνιστικό Κόμμα Ελλάδας (Kommounistikó Kómma Elládas)                                                                |
| Hongrie           | Parti ouvrier hongrois (Magyar Munkáspárt) |
| Irlande           | Parti des travailleurs d'Irlande (The Workers' Party, Páirtí na nOibrithe)                                                                               |
| Italie            | Parti communiste (PC, Partito Comunista) |
| Lettonie          | Parti socialiste de Lettonie (LSP, Latvijas Sociālistīskā partija)                                                                                       |
| Lituanie          | Front populaire et socialiste (SPF, Socialistinis liaudies frontas)                                                                                      |
| Macédoine du Nord | Ligue des communistes de Macédoine (en) (KPM, Liga na komunisti na Makedonija (1992))                                                                    |
| Malte             | Parti communiste maltais (PK, Partit Komunista Malti) |
| Moldavie          | La résistance du peuple (Rezistența) |
| Norvège           | Parti communiste norvégien (NKP, Norges Kommunistiske Parti)                                                                                             |
| Pologne           | Parti communiste polonais (KPP, Komunistyczna Partia Polski (2002))                                                                                      |
| Royaume-Uni       | Nouveau parti communiste de Grande-Bretagne (en) (NCP, New Communist Party of Britain)                                                                   |
| Russie            | Parti communiste de l'Union soviétique (en) (KPSS) Коммунистическая Партия Советского Союза (2001) (Kommunisticheskaya Partiya Sovetskogo Soyuza (2001)) |
| Russie            | Parti communiste ouvrier de Russie (RKRP) Российская коммунистическая рабочая партия                                                                     |
| Serbie            | Nouveau parti communiste de Yougoslavie (en) (NKPJ) Нова комунистичка партија Југославије (Nova Komunistička Partija Jugoslavije)                        |
| Slovaquie         | Parti communiste slovaque (KSS, Komunistická strana Slovenska)                                                                                           |
| Suède             | Parti communiste de Suède (en) (SKP, Sveriges Kommunistiska Parti (1995))                                                                                |
| Turquie           | Parti communiste de Turquie (TKP, Türkiye Komünist Partisi (2001))                                                                                       |
| Ukraine           | Union des communistes d'Ukraine (en) (SKU, Союз комуністів України)                                                                                      |

## Anciens partis membres
| Pays               | Parti                                  | Notes |
| ------------------ | -------------------------------------- | --- |
| Espagne            | Parti communiste des peuples d'Espagne | Après la scission du parti en 2019, le Parti communiste des travailleurs d'Espagne (en) a remplacé le PCPE au sein d'INITIATIVE                               |
| République Tchèque | Parti communiste de Bohême et Moravie  | |
| Turquie            | Parti communiste                       | Après la scission du parti en 2014, le Parti communiste a pris position au sein d'INITIATIVE jusqu'à sa fusion en 2017 au sein du Parti communiste de Turquie |